# Unterseeboot 244
Le Unterseeboot 244 (ou U-244) est un sous-marin allemand (U-Boot) de type VII.C utilisé par la Kriegsmarine (marine de guerre allemande) pendant la Seconde Guerre mondiale

## Historique
Mis en service le 9 octobre 1944, l'Unterseeboot 244 reçoit sa formation de base à Kiel en Allemagne au sein de la 5. Unterseebootsflottille jusqu'au 31 juillet 1944, puis l'U-244 intègre sa formation de combat à la base sous-marine de Brest en France avec la 9. Unterseebootsflottille et à partir du 1er novembre 1944 dans la 11. Unterseebootsflottille à Bergen.
Il réalise sa première patrouille, quittant le port de Bergen le 9 août 1944 sous les ordres de l'Oberleutnant zur See Ruprecht Fischer. Après 63 jours de mer, l'U-244 retourne à Bergen qu'il atteint le 10 octobre 1944.
L'Unterseeboot 244 a effectué quatre patrouilles dans lesquelles il a ni coulé, ni endommagé de navire ennemi au cours des 169 jours en mer.
Le 25 juillet 1944, deux avions De Havilland DH.98 Mosquito norvégiens (Squadron 333, E/F) attaquent l'U-Boot tuant un membre d'équipage et en blessant sept autres. L'U-244 avorte sa sortie et retourne à sa base.
Sa quatrième patrouille le fait quitter le port de Bergen le 15 avril 1945 sous les ordres de l'Oberleutnant zur See Hans-Peter Mackeprang. À la suite de la reddition de l'Allemagne nazie et après 30 jours en mer, l'U-244 se rend aux forces britanniques à Loch Eriboll en Écosse le 14 mai 1945.
Alors qu'il est remorqué vers sa zone de sabordage par le remorqueur Enchanter pour l'Opération Deadlight, les amarres ont cassé et l'U-Boot a été coulé par des tirs d'artillerie du destroyer polonais Piorun à la position géographique de 55° 46′ N, 8° 32′ O.

## Affectations successives
- 5. Unterseebootsflottille à Kiel du 9 octobre 1943 au 31 juillet 1944 (entrainement)
- 9. Unterseebootsflottille à Brest du 1er août au 31 octobre 1944 (service actif)
- 11. Unterseebootsflottille à Bergen du 1er novembre 1944 au 8 mai 1945 (service actif)

## Commandement
- Oberleutnant zur See, puis Kapitänleutnant Ruprecht Fischer du 9 octobre 1943 au 9 avril 1945
- Oberleutnant zur See Hans-Peter Mackeprang du 10 avril au 14 mai 1945

## Patrouilles
|       | Commandant                  | Départ           | Départ    | Arrivée           | Arrivée      | Jours     | Succès |
| ----- | --------------------------- | ---------------- | --------- | ----------------- | ------------ | --------- | ------ |
|       | Oblt. Ruprecht Fischer      | 18 juillet 1944  | Kiel      | 20 juillet 1944   | Horten       | 3 jours   |        |
|       | Oblt. Ruprecht Fischer      | 24 juillet 1944  | Horten    | 31 juillet 1944   | Bergen       | 8 jours   |        |
| 1     | Oblt. Ruprecht Fischer      | 9 août 1944      | Bergen    | 10 octobre 1944   | Bergen       | 63 jours  |        |
|       | Kptlt. Ruprecht Fischer     | 13 octobre 1944  | Bergen    | 14 octobre 1944   | Stavanger    | 2 jours   |        |
|       | Kptlt. Ruprecht Fischer     | 31 octobre 1944  | Stavanger | 1er novembre 1944 | Bergen       | 2 jours   |        |
| 2     | Oblt. Ruprecht Fischer      | 12 décembre 1944 | Bergen    | 23 décembre 1944  | Bergen       | 12 jours  |        |
| 3     | Kptlt. Ruprecht Fischer     | 9 janvier 1944   | Bergen    | 13 mars 1944      | Bergen       | 64 jours  |        |
| 4     | Oblt. Hans-Peter Mackeprang | 15 avril 1944    | Bergen    | 14 mai 1944       | Loch Eriboll | 30 jours  |        |
| Total | Total                       | Total            | Total     | Total             | Total        | 184 jours | 0 t    |

Note :Oblt. = Oberleutnant zur See - Kptlt. = Kapitänleutnant 

## Navires coulés
L'Unterseeboot 244 n'a ni coulé, ni endommagé de navire ennemi au cours  des quatre patrouilles (169 jours en mer) qu'il effectua.

### Source
- (en) Cet article est partiellement ou en totalité issu de l’article de Wikipédia en anglais intitulé « German submarine U-244 » (voir la liste des auteurs).